# Ma Retraite (Zeist)
Ma Retraite  (Frans voor: mijn pensioen) is de oorspronkelijke naam van Huize Sint Jan aan de Utrechtseweg in Zeist. 

## Ma Retraite
Het eerste huis met de naam "Ma Retraite" werd rond 1800 gebouwd voor de familie Nepveu. In 1832 werd het huis verkocht aan Mr. C.M. van Hengst, schepen van Utrecht, die vooral aan de tuin veel veranderde. Landschapsarchitect Jan David Zocher maakte er een park met slingerende vijvers van. In 1881 werd het huis geveild en werd Joan Maria baron van Voorst tot Voorst uit Zwolle de nieuwe eigenaar. Hij kocht het voor ruim 70.000 gulden.
Op 15 maart 1896 werd het huis opnieuw geveild. Ditmaal werd het gekocht door Jan van Marwijk Kooy, die medeoprichter was van de Amstel brouwerij in Amsterdam tevens directeur. De buitenplaats was toen 11 ha groot. Kooy's familienaam was in 1893 uitgebreid tot Van Marwijk Kooy.

## Huize Sint Jan
Van Marwijk Kooy liet het gekochte landhuis afbreken en gaf de Amsterdamse architect Abraham Salm opdracht een nieuw buitenhuis te bouwen in de eclectische stijl. Het huis leek een Italiaans paleis. Om het centrale deel werden vier torens gebouwd. Vanuit het huis gingen twee grote trappen naar de tuin. Het park van Zocher werd in 1897 veranderd door Leonard Springer. In de vijvers zwommen witte eenden. Bijzonder was ook dat hij een grote duiventil liet bouwen, iets wat eigenlijk alleen op adellijke buitenplaatsen thuishoorde. 
In 1940 werd het huis door de Duitsers gevorderd. Het witte huis werd groen geverfd, ter camouflage. Na de oorlog werd het huis vanaf 1947 een RK jongensinternaat van de Kruisvaarders van Sint-Jan die het omdoopten tot "Huize Sint Jan".

## Brand

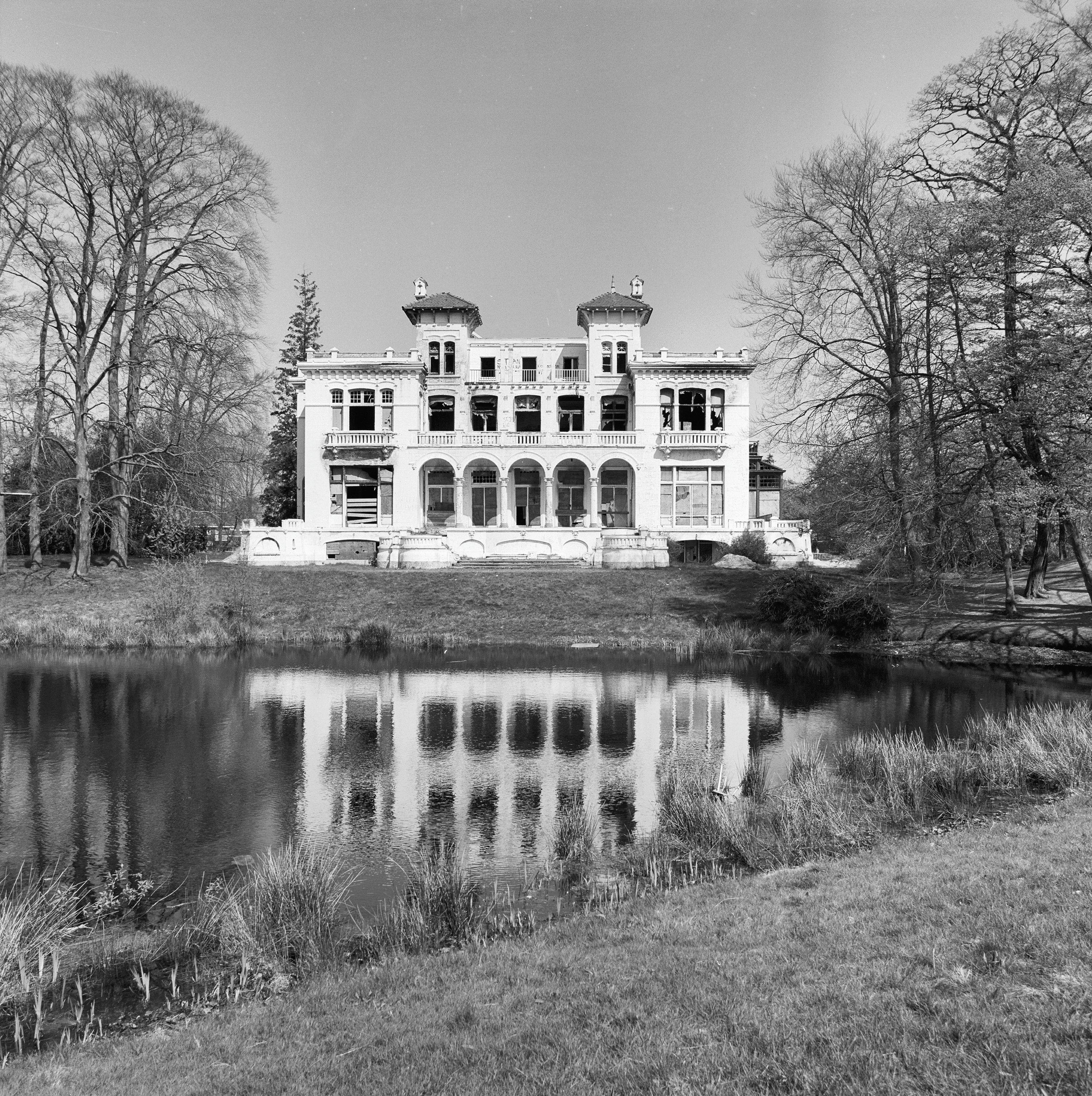
Voorgevel Huize Sint Jan in 1981, als verbrande ruïne

Op 19 januari 1976 werd een deel van het huis door brand verwoest. Tot de herbouw in 1987 was het een leegstaande ruïne. Na de herbouw deed het huis als kantoorgebouw dienst.

## Bewoners
- 1800 - 1823: Laurens Johannes Nepveu (1751-1823)
- 1823 - 1829: weduwe Margaretha Nepveu-Roosmale (1751-1829)
- 1832 - 1848: Cornelis Maria van Hengst (1761-1848)
- 1881 - 1896: Joan Maria baron van Voorst tot Voorst (1851-1939)
- 1896 - 1916: Johan Hendrik van Marwijk Kooy (1847-1916)
- 1916 - 1930: weduwe Jeanne Henriette van Marwijk Kooy-Beuker (1852-1930)
- 1930 - 1937: verhuur aan o.a. sigarenfabrikant
- 1937 - 1942: pension
- 1942 - 1945: Duitse bezetter
- 1945 - 1945: hoofdkwartier voor de Canadezen, hulpziekenhuis
- 1947 - 1976: R.K. jongensinternaat onder de naam Huize St. Jan
- 1976 - 1987: Leegstaande ruïne
- vanaf 1987: Kantoren van Verenigde Dura Bedrijven BV, Beleggingsmaatschappijen The NORO Group Companies en Maliebaan Management BV

## Trivia
- In Overamstel (Amsterdam) werd een straat naar Van Marwijk Kooy vernoemd.